# Бейлербей (дворец)
Бейлербей (на турски: Beylerbeyi Sarayı) е дворец в азиатската част на Босфора, в едноименния квартал Бейлербей в Юскюдар. Построен е между 1861 и 1865 г. по поръчка на султан Абдул Азис в стил необарок. За изграждането му са нужни четири години и около 5000 работници. Около двореца има множество различни павилиони и голям парк с красиви растения и места за отдих. Използван е като лятна резиденция и за настаняване на височайши чуждестранни гости.
Зданието има квадратна форма и изглед към Босфора. Изградено е от бял мрамор и разполага с 24 богато мебелирани стаи и 6 грамадни зали. Едното крило е предназначено за мъжете, а в другото се помещава харемът като двете крила на двореца са с отделни входове.
В двореца прекарва последните години от живота си от 1912 до 1918 султан Абдул Хамид II след детронацията му.
Днес дворецът е отворен за туристи, използва се също за частни приеми.